# Hura (Motael)
Hura ist eine Aldeia in der osttimoresischen Landeshauptstadt Dili. Die Aldeia liegt im Südwesten des Sucos Motael (Verwaltungsamt Vera Cruz). In der Aldeia leben 481 Menschen (2015).

## Lage und Einrichtungen

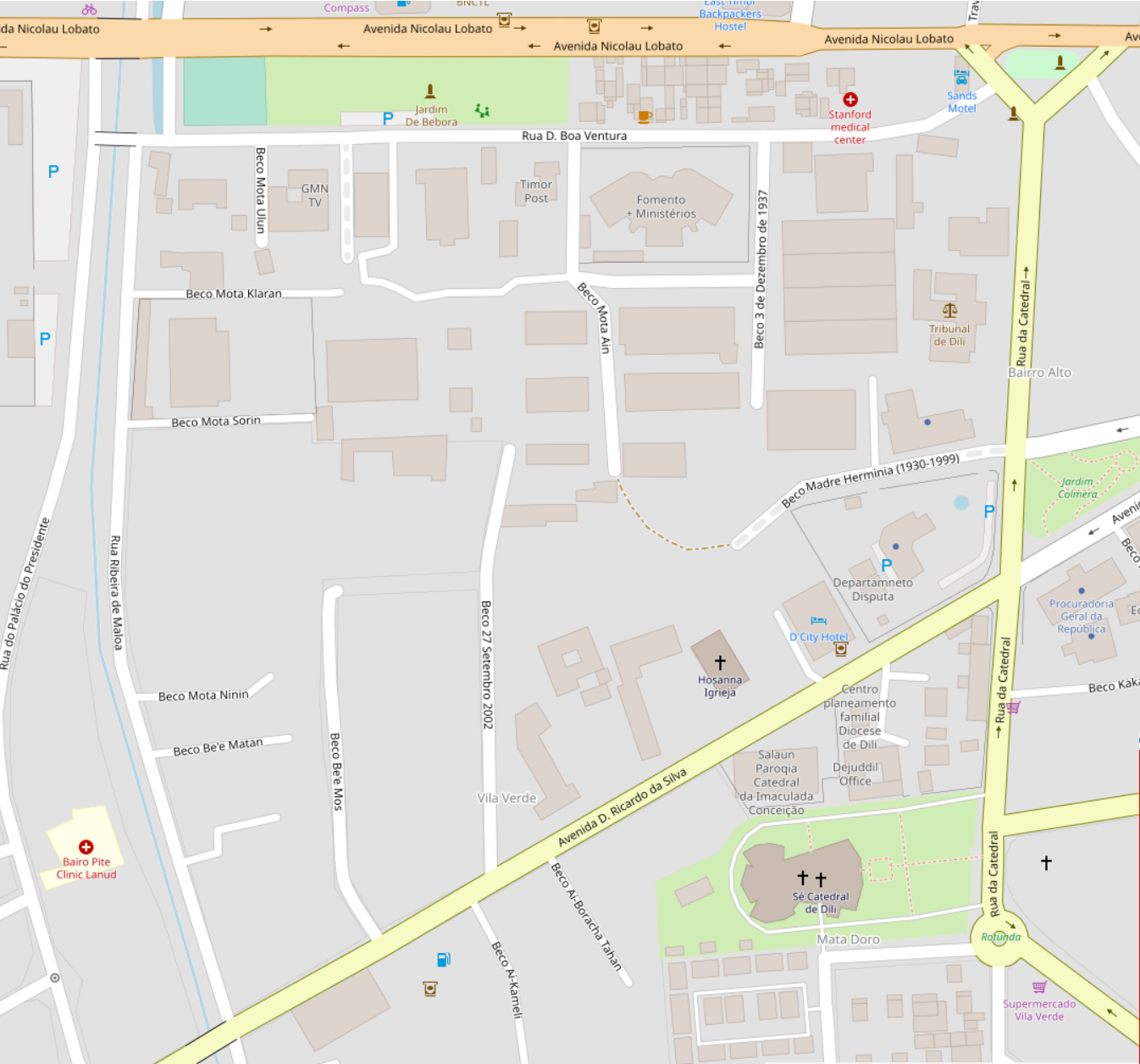
Straßenkarte des südlichen Motaels

Von Motaels Gebiet südlich der Avenida Nicolau Lobato nimmt Hura den Nordwesten ein. An der Avenida liegt der Jardim Infantil, südlich davon befinden sich der Sitz der Zeitung Timor Post und des TV-Senders GMN TV.